# Psychografie
Psychografie (von altgriechisch ψυχή psychḗ „Seele“ und -graphie) ist die umfassende Beschreibung des Seelenzustandes eines Individuums, die zu Bewertungen desselben dient – nicht zu verwechseln ist der Begriff mit der Psychografie im Spiritismus, welche die Tätigkeit eines Schreibmediums (Psychograf) beschreibt.
Der Begriff Psychografie als solches entspringt der Differentiellen Psychologie und wurde von Gordon W. Allport in die Persönlichkeitspsychologie eingeführt. Allport ging davon aus, dass ein Individuum durch Bewertungen in Form von Maßzahlen innerhalb eines Psychogramms dargestellt werden kann. Zu den dazu berücksichtigten Faktoren zählen neben biologischen Komponenten (z. B. die Form des Körperbaus oder der Gesundheitszustand) auch Fähig- und Fertigkeiten, Intelligenz, Temperament etc. Durch die Erstellung eines solchen Psychogramms ergibt sich die Möglichkeit des Vergleichs. Allports Ansatz hatte jedoch (bisher) über die psychologische Fachwelt hinaus keine erkennbaren Auswirkungen, wie dies beispielsweise bei den Theorien Sigmund Freuds der Fall ist.

## Psychografie nach Friedmann
Unabhängig von der von Allport definierten Psychografie verwendet Dietmar Friedmann 1990 in seinem Buch „Der Andere“ als Ergebnis seiner 1976 begonnenen Forschungen erstmals den Begriff Psychografie als Bezeichnung für ein selbst entwickeltes Persönlichkeitsmodell. Friedmann verwendet dabei den Begriff „Psychografie“ im Sinne einer „Landkarte der Persönlichkeit“. Bei seiner Arbeit entdeckte Friedmann zunächst drei „eigengesetzliche Lebensbereiche“, welche er zunächst „Emanzipation, Identität und Erkenntnis“ nennt. Durch seine Beschäftigung mit der Transaktionsanalyse Eric Bernes und dem Dramadreieck von Stephen Karpman (ebenfalls Transaktionsanalytiker) gelingt ihm eine erste Formulierung der drei Lebensbereiche des psychografischen Persönlichkeitsmodells: Beziehung, Erkennen und Handeln.

Analog zum Dramadreieck, in dem nach Karpmans Auffassung jeder Mensch aus den drei möglichen Rollen „Retter“, „Opfer“, „Täter“ eine „Lieblingsrolle“ übernimmt, hat auch im psychografischen Modell jeder Mensch einen bevorzugten Lebensbereich. Hinzu kommt jedoch, dass nach Friedmanns Theorie bereits im Dramadreieck jeder Mensch auch eine „Vermeidungsrolle“ hat. Diese folgt im Dramadreieck auf die „Lieblingsrolle“, womit eine Prozessrichtung formuliert wird. 

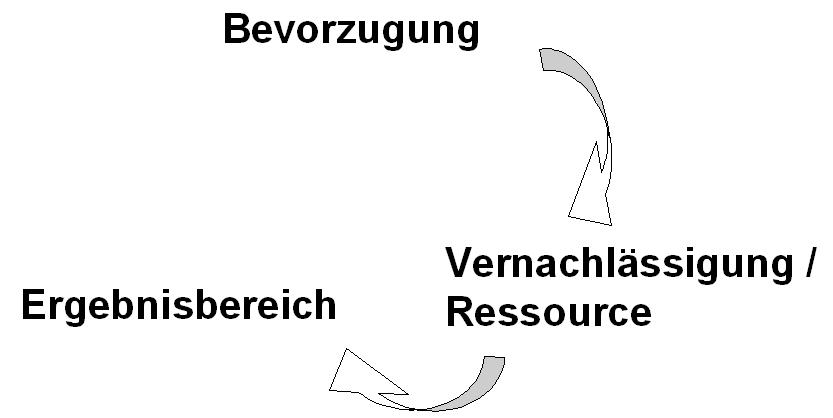
Grundlage des Modells ist die Dynamik der hier gezeigten Triade

Friedmann formuliert in seinem Modell daher die grundlegende Triade „Bevorzugung (Persönlichkeitsbereich) ⇒ Vernachlässigung/Ressource (Entwicklungsbereich) ⇒ Ergebnis (Zielbereich)“. Angewendet auf die drei obengenannten Lebensbereiche wird seiner Ansicht nach anhand von auftretenden Verhaltensmustern des Ergebnisbereichs deutlich, wenn ein Mensch sich von seinem bevorzugten Lebensbereich hin zu seinem Ressourcenbereich entwickelt, indem er Verhaltens- bzw. Lösungsmuster des vernachlässigten (Ressourcen-)Bereichs aufgreift und ausagiert.

### Psychografie als Persönlichkeitstypologie

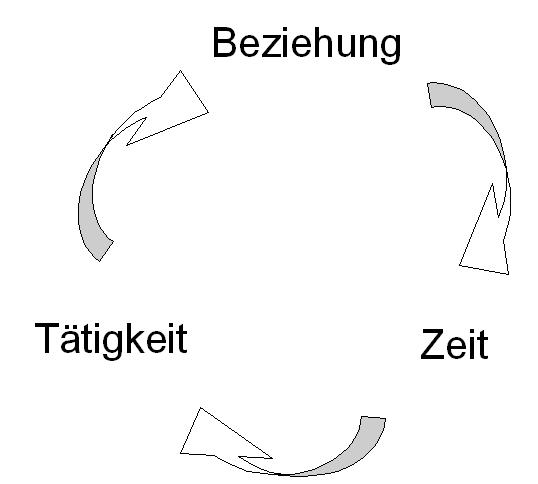
Die drei Lebensbereiche des psychografischen Persönlichkeitsmodells

Auf Basis der eigengesetzlichen Lebensbereiche Beziehung, Erkennen und Handeln formuliert Friedmann eine Persönlichkeitstypologie:
- Menschen mit einer Bevorzugung im Bereich „Beziehung“ bezeichnet er als Beziehungstyp.
- Menschen mit einer Bevorzugung im Bereich „Erkennen“ bezeichnet er als Sachtyp.
- Menschen mit einer Bevorzugung im Bereich „Handeln“ bezeichnet er als Handlungstyp.

Zunächst folgt in seiner weiteren Arbeit am Modell eine Differenzierung zwischen „Beziehungstyp 1“ und „Beziehungstyp 2“. Schließlich schlägt er eine Brücke zur Typologie des Enneagramms, indem er jedem seiner drei Grundtypen drei Untertypen aus dem Enneagramm zuordnet.
Werner Winkler, einem Schüler Friedmanns der sich ebenfalls intensiv mit dem Modell beschäftigt, geht einen anderen Weg zur Abstufung der drei Grundtypen. In seiner Typologie entstehen weitere – ebenfalls triadisch aufgebaute – Unterteilungen. Zudem formuliert er die Grundbereiche als „Beziehung“, „Zeit“ und „Tätigkeit“, auf deren Basis er sein „123-Modell“ entwickelt, das zu insgesamt 81 verschiedenen Typen führt.
Im Ergebnis steht der Begriff Psychografie heute für zwei unterschiedliche Modelle auf Basis einer gemeinsamen Grund-Typologie, die in der Version Friedmanns neun und nach den Vorstellungen Winklers 81 Untertypen differenziert.

### Anwendung des psychografischen Modells
Kennzeichnendes Merkmal der Psychografie ist die Verknüpfung mit lösungsorientierten Vorgehensweisen nach Paul Watzlawick und Steve de Shazer. Sie wird daher oft auch als „lösungsorientierte Menschenkenntnis“ bezeichnet.
Ziel ihrer Anwendung ist die Stärkung sozialer Kompetenzen, die Erhöhung der Teamfähigkeit und die Erleichterung des Umgangs mit anderen. Letztlich soll sie auch der Selbsterkenntnis dienen. So wird die Psychografie beispielsweise in der psychologischen Beratung, im Coaching, Profiling und bei Kommunikationstrainings eingesetzt. Hinzu kommt die Vermittlung und Anwendung des Modells bei der Ausbildung in therapeutischen und beratenden Berufen.
Zur ehrenamtlichen Förderung des Themas existiert ein gemeinnütziger Verein, die Initiative zur Förderung der Naturellwissenschaft e. V., die interdisziplinäre Fachtagungen zum Thema ausrichtet.
In der wissenschaftlichen Persönlichkeitsforschung und Psychologie hat das Modell von Friedmann jedoch keine Bedeutung, es gibt keinerlei Studien dazu.